# Skelhøje Station
Skelhøje Station var en jernbanestation i Skelhøje syd for Viborg. Den blev indviet samtidig med Herning-Viborg banens åbning i 1906, og nedlagt i 1971. 
Stationen blev placeret på toppen af gletsjerporten (Skeldalen) ned til Hald Sø, og skulle betjene området ned til Dollerup Bakker. Der var på det tidspunkt ingen by, men de mange gravhøje i området tyder på tidligere beboelse. Stationsbygningen blev tegnet af Statsbanernes overarkitekt Heinrich Wenck. Byen Skelhøje opstod kort tid efter åbningen. 
Ifølge lov af 3. marts 1971 blev det besluttet at DSB skulle nedlægge en række strækninger. Heriblandt også Herning-Viborg banen. Person- og godstrafikken med tog ophørte fra Skelhøje Station den 23. maj 1971.
Stationsbygningen og de tilhørende faciliteter er i dag fjernet, og området er nu indrettet med legeplads og grønt areal. Der findes stadigvæk tydelige spor efter perronen, og der er bygget et legehus som en kopi af den tidligere stationsbygning.